# Максуел Андерсън
Максуел Андерсън (на английски: Maxwell Anderson) е американски драматург, писател, сценарист и журналист. Между двете световни войни той пише няколко трагедии в стихове, а през 1933 получава наградата Пулицър за „Both Your Houses“, сатира на корупцията в американския Конгрес.

## Биография
Максуел Андерсън е роден през 1888 в Атлантик, Пенсилвания. Малко по-късно семейството се премества в Андоувър, Охайо, където бащата работи като огняр в железниците, докато учи за свещеник. През 1907 се преместват в Джеймстаун, Северна Дакота, където Андерсън завършва гимназия през 1908. През 1911 получава бакалавърска степен по английска литература в Университета на Северна Дакота. През същата година се жени за Маргарет Хаскет, от която има трима сина. През следващите години работи като възпитател и учител по английски в гимназията в Минюокън, но през 1913 е уволнен за направени от него пацифистки изказвания пред учениците.
През 1914 Максуел Андерсън получава магистърска степен по английска литература в Станфордския университет и става учител в Сан Франциско. През 1917 оглавява департамента по английски в колежа в Уитиър, но след година отново е уволнен, заради публичната си подкрепа за студент, отказал да служи в армията. Известно време работи като репортер за няколко вестника в Сан Франциско, след което се премества в Ню Йорк и продължава да работи като журналист.
През 1921 Андерсън основава списанието за поезия „Measure“. През 1923 пише първата си пиеса „White Desert“, която е играна само дванадесет пъти, но получава положителна критика от Лорънс Столингс. Андеръс и Столингс пишат заедно пиесата „What Price Glory?“. Тя е поставена успешно в Ню Йорк през 1924 и донася известност на Андерсън, който започва да се занимава само с драматургия.
Максуел Андерсън пише много популярни пиеси в различен стил. По някои от тях са направени филми, като самият той адаптира за киното пиеси и романи на други автори. Той постига голям търговски успех с поредица исторически драми за управлението на Тюдорите. Съпругата му Маргарет умира през 1931 и от 1933 той живее с Гертруд Хигър, от която има една дъщеря. След нейното самоубийство през 1953 се жени отново за Гилда Хазард (1954).
Андерсън умира през 1959 в Стамфорд, Кънектикът.